# Hemiragis striata
Hemiragis striata là một loài Rêu trong họ Hookeriaceae. Loài này được (Schwägr.) Besch. mô tả khoa học đầu tiên năm 1876.